# (262) Valda
(262) Valda és un asteroide pertanyent al cinturó d'asteroides descobert el 3 de novembre de 1886 per Johann Palisa des de l'observatori de Viena, Àustria.
Es desconeix la raó del nom.